# Nonescyta mala
Nonescyta mala (лат.) — вид вымерших насекомых семейства Maguviopseidae (Prosboloidea) из подотряда цикадовых отряда полужесткокрылых. Единственный вид в составе рода Nonescyta. Древнейшие находки происходят из триаса Азии (Мадиген, Кыргызстан).

## Описание
Длина от 3,7 до 4,0 мм. Тегмен узкий и плоский. Базальная ячейка отчётливая. Жилка R разветвлена позади 2/3 длины тегмена. Жилка M двухветвистая. Костальное пространство уже, чем медиальное поле; поверхность редко пунктировано до блестящего. Вид был впервые описан по отпечаткам в 2011 году российским палеоэнтомологом Дмитрием Щербаковым (Палеонтологический институт РАН, Москва, Россия). Среди сестринских таксонов: †Falcarta, Cuanoma, Fasolinka, Krendelia, Maguviopsis, Asiocula, Nevicia, Phyllotexta, Sacvoyagea, Sitechka.